# Jiří Beneš (politik)
Jiří Beneš (21. června 1919 – ???) byl český a československý politik Komunistické strany Československa a poúnorový poslanec Národního shromáždění ČSR.

## Biografie
Ve volbách roku 1954 byl zvolen do Národního shromáždění za KSČ ve volebním obvodu Kojetín-Prostějov. V parlamentu setrval do července 1958, kdy rezignoval. Nahradil ho potom Jan Novotný. K roku 1954 se profesně uvádí jako soukromý zemědělec v obci Měrovice nad Hanou.